# Sporisorium wynaadense
Sporisorium wynaadense är en svampart som först beskrevs av Sundaram, och fick sitt nu gällande namn av Vánky & R.G. Shivas 2001. Sporisorium wynaadense ingår i släktet Sporisorium och familjen Ustilaginaceae.   Inga underarter finns listade i Catalogue of Life.